# Johannes Hempel

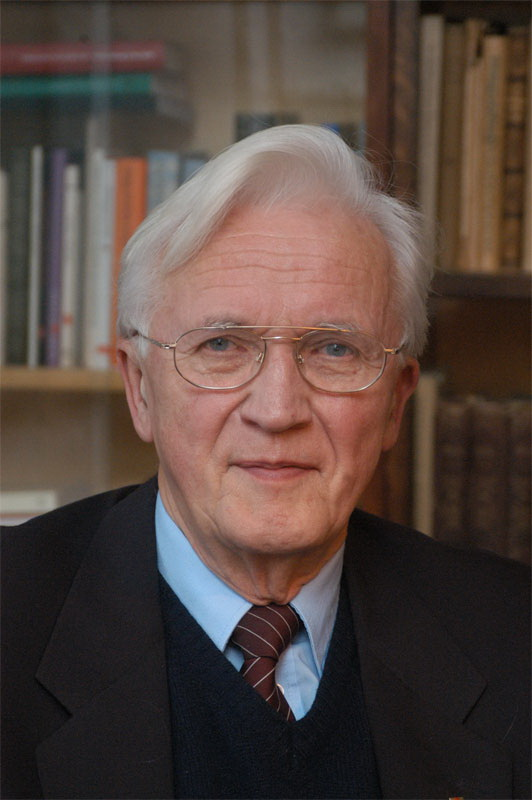
Johannes Hempel (2003)

Johannes Hempel (* 23. März 1929 in Zittau; † 23. April 2020 in Dresden) war ein deutscher evangelischer Theologe und von 1972 bis 1994 Landesbischof der Evangelisch-Lutherischen Landeskirche Sachsens.

## Leben und Beruf
Hempel studierte nach der Schule zunächst Germanistik und Philosophie in Tübingen und dann evangelische Theologie in Heidelberg und Berlin. 1949 kehrte er auf Bitte des damaligen sächsischen Landesbischofs Hugo Hahn nach Sachsen zurück. Ab 1955 war er Pfarrer in Gersdorf (Kirchenbezirk Glauchau[-Rochlitz]) und ab 1959 Studieninspektor am Leipziger Predigerkolleg St. Pauli, wo auch die Promotion zum Dr. theol. erfolgte. 1961 wurde er Direktor des Kollegs. Von 1963 bis 1966 war er Studentenpfarrer in Leipzig. Im Oktober 1971 wählte ihn die Synode der Evangelisch-Lutherischen Kirche Sachsens zum Landesbischof. Das Amt übte er von 1972 bis zu seinem Ruhestand 1994 aus. Im Oktober 1973 wurde er zum Vorsitzenden des Bundes der Evangelischen Kirchen in der DDR (BEK) gewählt. Dieses Amt hatte er bis 1977 inne. Nach der Wiedervereinigung Deutschlands wurde er durch die EKD-Synode zum Mitglied des neuen Rates der EKD und zum Stellvertreter des Ratsvorsitzenden gewählt.
1955 heiratete er Dorothea Schönbach. Das Paar hatte zwei Söhne und eine Tochter.
Im November 1981 wurde Hempel als Nachfolger von Bischof Heinrich Rathke zum leitenden Bischof der Vereinigten Evangelisch-Lutherische Kirche Deutschlands (VELKD) – Bereich Ost (VELK DDR) gewählt. Ein Jahr später wurde er gleichzeitig Vorsitzender der Konferenz der Kirchenleitungen des Bundes der Evangelischen Kirchen in der DDR (BEK) und damit Nachfolger des Bischofs der Evangelischen Kirche der Kirchenprovinz Sachsen, Werner Krusche, der dieses Amt kurzzeitig innehatte. Im August 1983 wurde Hempel zugleich einer der sieben Präsidenten des Ökumenischen Rats der Kirchen. 1986 verzichtete Hempel auf eine weitere Kandidatur als Vorsitzender des Bundes der Evangelischen Kirchen in der DDR. Zu seinem Nachfolger wurde der thüringische Bischof Werner Leich gewählt. Sein Amt als Leitender Bischof der VELK DDR hatte er bereits vorher aufgegeben, auch hier wurde Werner Leich sein Nachfolger. Hempel blieb aber weiterhin sächsischer Landesbischof bis zum Eintritt in den Ruhestand 1994. Zu seinem Nachfolger als Landesbischof wählte die sächsische Synode dann Volker Kreß. Hempel lebte in Dresden. Er starb im April 2020 im Alter von 91 Jahren im Altenzentrum der Diakonissenanstalt Dresden.

## Schwerpunkte seiner Arbeit
Hempel hat sich lebenslang für eine verständliche Verkündigung des Evangeliums und für eine demokratische Kirche eingesetzt. Darüber hinaus war er bemüht, die Sprachfähigkeit und das Selbstbewusstsein von Christen in der atheistisch geprägten DDR zu stärken. Häufig benannte er Ungerechtigkeiten des SED-Regimes gegenüber Christen, Studenten, Bürgern überhaupt, was zeitweise, z. B. in den Monaten vor dem Mauerfall 1989, zu Repressionen führte, sowohl ihm als auch anderen Amtsträgern der sächsischen Kirche gegenüber. 1989 fungierte er öffentlich als Interpret erzürnter, aufgebrachter Bürger gegenüber der DDR-Regierung und ermahnte diese wiederholt, direkt mit den Bürgern selbst zu sprechen und keine Gewalt anzuwenden.

## Ehrungen
Hempel erhielt die Ehrendoktorwürden folgender Universitäten: Karl-Marx-Universität Leipzig, Muhlenberg College (USA), University of Kent (Großbritannien). 2004 wurde ihm das Große Bundesverdienstkreuz verliehen. Die britische Königin nahm ihn ehrenhalber in den  Order of the British Empire auf. In der Tageszeitung Dresdner Neueste Nachrichten wurde er im Jahre 2000 zu einem der „100 Dresdner des 20. Jahrhunderts“ gewählt.

## Veröffentlichungen
- Kirche wird auch in Zukunft sein – Vorträge und Predigten. Evangelische Verlagsanstalt, Leipzig 1994, ISBN 3-374-01525-5.
- Erfahrungen und Bewahrungen: ein biographischer Rückblick im Gespräch mit Udo Hahn. Evangelische Verlagsanstalt, Leipzig 2004, ISBN 3-374-02162-X.
- Evangelisches Christsein – Kernpunkte, Erläuterungen, Impulse. Radius-Verlag, Stuttgart 2009, ISBN 978-3-87173-337-6.